# Lustre
Lustre е блек метъл проект от Швеция, създаден от Хенрик Сундинг в град Йостершунд през 2008 г.
Изпълнява музика в стил атмосферичен блек метъл и ембиънт. Лирични теми на произведенията са: природа, мрак, мистика, духовност. Музикални издатели са: Kunsthauch, De Tenebrarum Principio, Morrowless Music, Nordvis Produktion, Heidens Hart, Final Agony Records.

## Състав
- Nachtzeit – всички инструменти, вокал

## Дискография
| Студийни албуми на Lustre: - 2009 – Night Spirit - 2010 – A Glimpse of Glory - 2012 – They Awoke to the Scent of Spring - 2013 – Wonder - 2015 – Blossom - 2017 – Still Innocence | EP и сингли на Lustre: - 2008 – Serenity - 2009 – Welcome Winter - 2012 – Of Strength and Solace - 2013 – A Spark of Times of Old - 2014 – Neath Rock and Stone - 2015 – Phantom - 2015 – Nestle Within - 2018 – The First Snow | Съвместни албуми на Lustre: - 2012 – Feigur/Lustre (съвместно с Feigur) - 2013 – Vixerunt (съвместно с Aus Der Transzendenz) - 2014 – Through the Ocean to the Stars (съвместно с Elderwind) Компилации на Lustre: - 2013 – Lost in Lustrous Night Skies Демо албуми на Lustre: - 2009 – Neath the Black Veil |